# Lucius Cornelius Lentulus (consul en -3)
Pour les articles homonymes, voir Cornelii Lentuli.
Lucius Cornelius Lentulus est un consul romain attesté par Suétone ayant vécu entre le Ier siècle av. J.-C. et 4 ap. J.-C.

## Biographie
Il a exercé la charge de consul avec Marcus Valerius Messalla Messallinus  en 3 av. J.-C. sous le règne d'Auguste.